# 南猊
南猊，又稱智魯負鼠，（学名：Dromiciops gliroides）係一種生活在南美洲智利和阿根廷一帶的小型有袋哺乳類，是現時微獸目唯一的物種。雖貌似美洲其他的負鼠，基因上卻與澳洲的有袋類更接近。這可能是因為在南美洲、南極洲及澳洲還是連結在岡瓦那大陸的時期，南猊的祖先相信是原本就留在南美洲的，或是跟隨其他動物群從澳洲進入南美洲的。

## 分類
南猊最初被認為是屬於負鼠目，但是解剖學及遺傳學的研究結果顯示牠們是自成一目的，且與澳洲的有袋類更接近，因而與澳洲的有袋類亦組成了澳洲有袋類。

## 形態學
南猊體重介乎16至42 克，身長8至13釐米。尾長9至13釐米，尾下無毛，可助南猊攀爬於樹枝之間。牠們齒列與負鼠無異，都是5.1.3.44.1.3.4，口腔內共有50隻牙齒。他們的肩背被短而密的灰褐色毛覆蓋，眼週有黑環。

## 棲地
牠們可見於阿根廷和智利之間、安第斯山脈西坡上的瓦爾迪維亞溫帶雨林中潮濕而茂密的高地竹林。

## 習性
南猊係夜行性，樹棲，會在球狀巢中冬眠。牠們主要以昆蟲為食，同時也會進食水果和其他無脊椎動物。牠們每年於春季繁殖，雌性育兒袋內有四個乳頭，每次可養育四子。南猊需要兩年達致性成熟。

## 生態保育
南猊對於當地槲寄生類植物（ T. corymbosus）種子的傳播扮演重要角色。此外，一種真蜱科（Ixodes neuquenensis）只能在南猊身上找到。然而，由於伐林、家貓的引入，且被當地原住民視為不祥，南猊生存受到威脅。